# Niszczyca anyżkowa

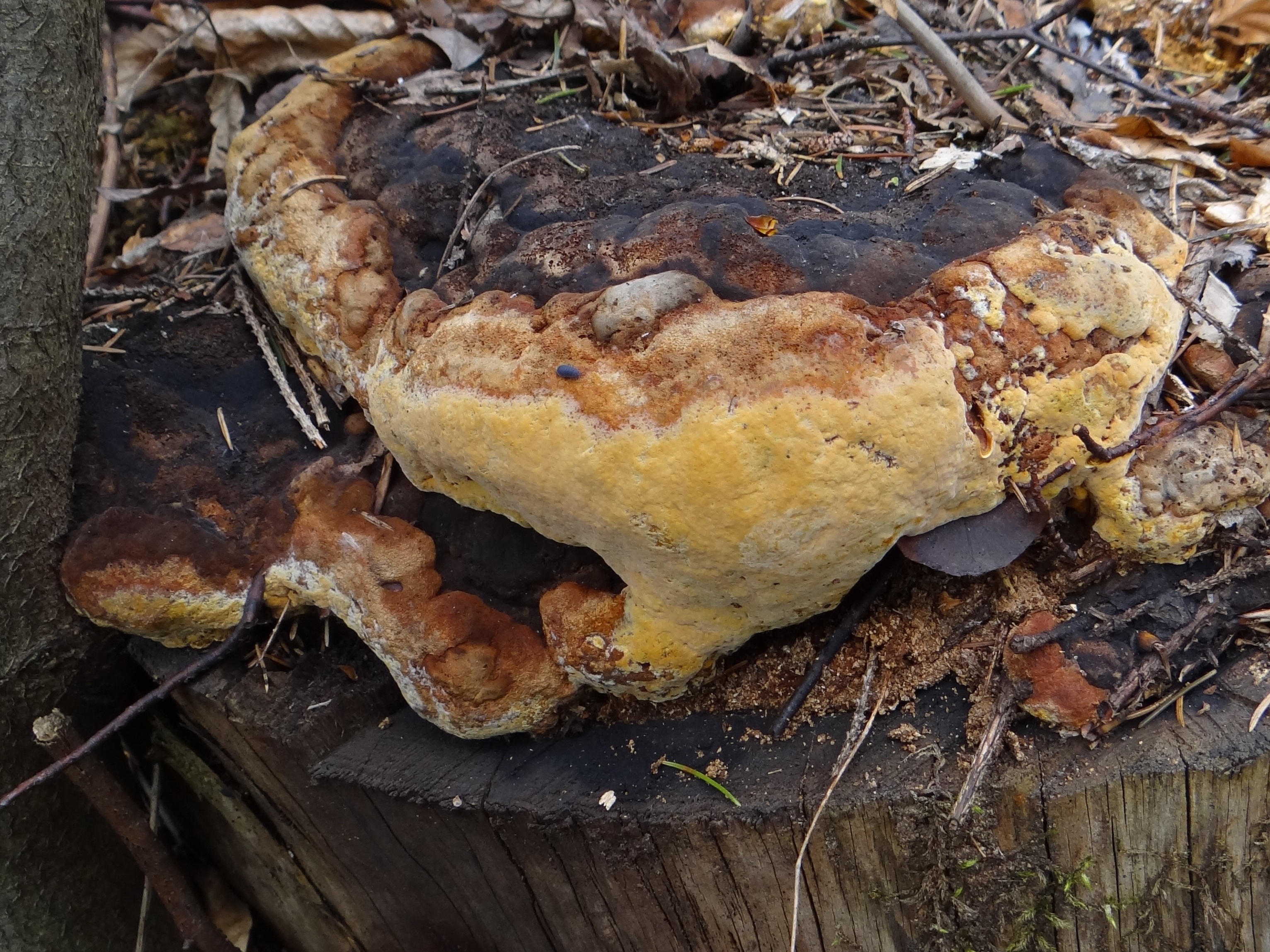

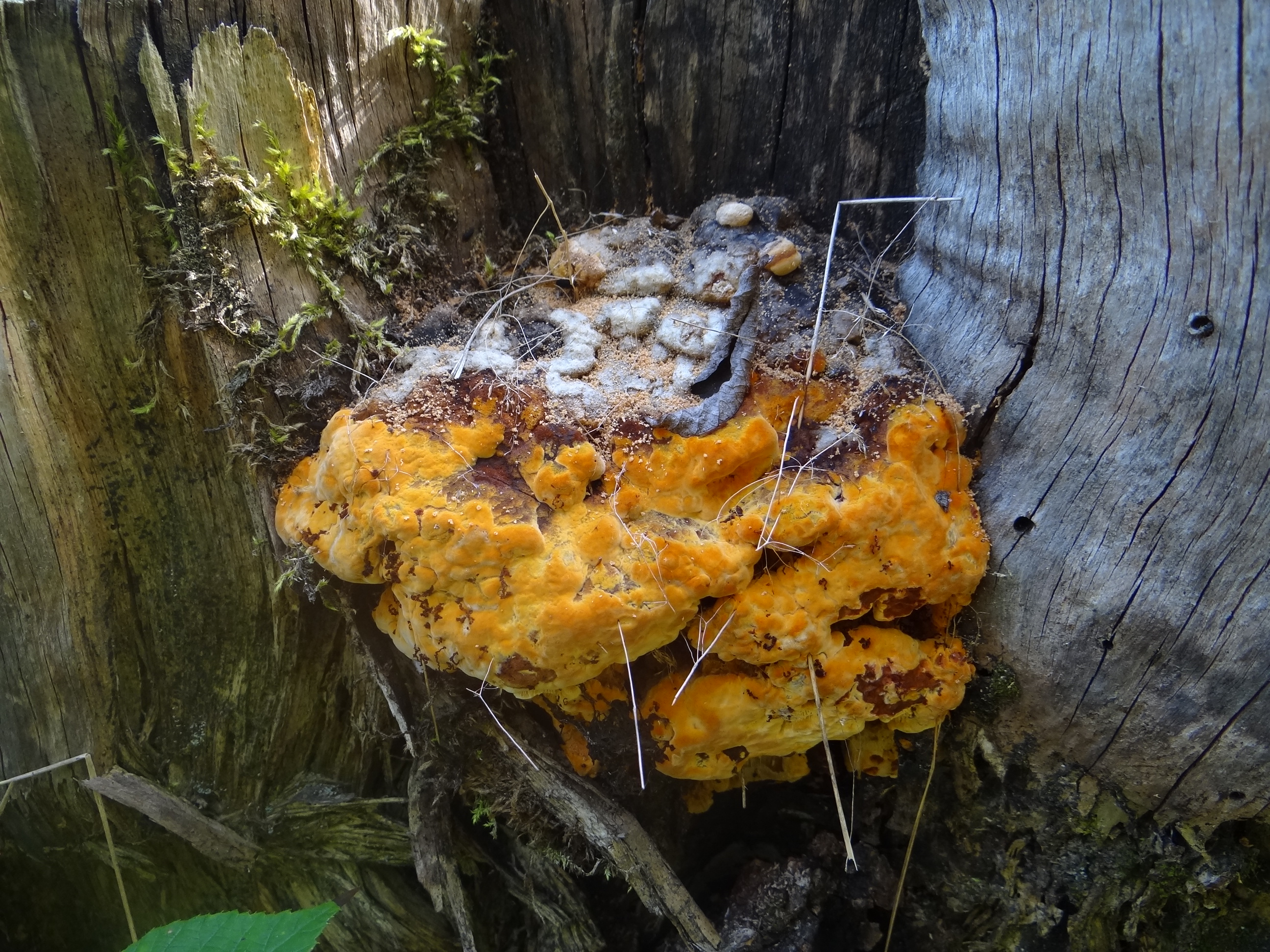

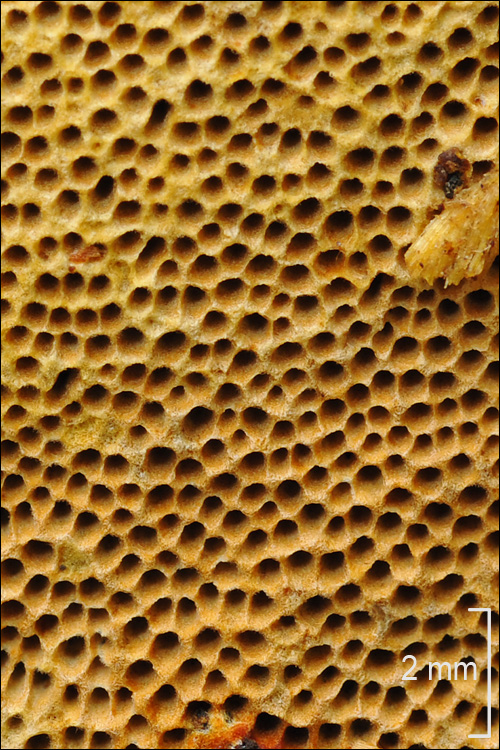
Pory niszczycy anyżkowej

Niszczyca anyżkowa (Gloeophyllum odoratum (Wulfen) Imazeki) – gatunek grzybów z rodziny niszczycowatych (Gloeophyllaceae).

## Systematyka i nazewnictwo
Pozycja w klasyfikacji według Index Fungorum: Gloeophyllum, Gloeophyllaceae, Gloeophyllales, Incertae sedis, Agaricomycetes, Agaricomycotina, Basidiomycota, Fungi.
Po raz pierwszy takson ten zdiagnozował w 1791 r. Franz Xaver von Wulfen, nadając mu nazwę Boletus odoratus. Obecną, uznaną przez Index Fungorum nazwę nadał mu w 1943 r. Rokuya Imazeki, przenosząc go do rodzaju Gloeophyllum. Synonimów naukowych ma ponad 50.
Nazwę polską podał Władysław Wojewoda w 1999 r. W polskim piśmiennictwie mykologicznym gatunek ten opisywany był też jako huba pachnąca, wrośniak pachnący, anyżak pachnący i niszczyca pachnąca.

## Morfologia
Owocniki
Mają bardzo zmienny kształt, mogą być poduszeczkowate, kopytkowate, półeczkowate, nieregularne. Do podłoża przyrastają bokiem, a sąsiednie owocniki często zrastają się z sobą. Pojedynczy owocnik ma szerokość 3–12 (wyjątkowo do 20) cm. Brzeg zaokrąglony, tępy, szeroki, pofalowany. Powierzchnia górna jest nierówna, zwykle brodawkowana, pofałdowana lub bruzdowana, u młodych owocników aksamitna lub filcowata, u starszych gładka. Ma kolor od żółtopomarańczowego przez ochrowy do cynamonowego. Z wiekiem kolor staje się coraz ciemniejszy, do rdzawobrązowego lub nawet czarnego. Brzeg jest zazwyczaj jaśniejszy.
Hymenofor
Rurkowaty, początkowo o barwie cytrynowożółtej, później szaroochrowej. Rurki powstające w kolejnych latach tworzą wyraźnie widoczne warstwy. Mają długość 5-10 (15) mm, przy brzegu owocnika są krótsze. Pory kanciaste, wydłużone lub labiryntowate, na długości 1 mm mieści się ich 1-2.
Miąższ
Korkowaty, ma barwę od płowej do cynamonowej. Charakterystyczną cecha jest silny anyżowy zapach. Smak łagodny, u starszych owocników gorzkawy.
Wysyp zarodników
Biały. Zarodniki cylindryczne, elipsoidalne o ostro zakończonych podstawach. Są jednostronnie spłaszczone, gładkie, bezbarwne, zazwyczaj z jedną kroplą w środku. Rozmiar: 7,5–9,5 × 3–4 μm.
Gatunki podobne
Anyżowy zapach w połączeniu z barwą owocników pozwala na łatwe odróżnienie go od innych gatunków. Grzyb ten jest jednak bardzo zmienny morfologicznie. W specyficznych warunkach (np. przy braku światła w kopalniach) tworzy monstrualne, silnie zdeformowane owocniki bez hymenoforu. Czasami tworzy hymenofor o silnie wydłużonych porach, podobny do blaszek. Podobna jest niszczyca belkowa (Gloeophyllum trabeum). Może być też pomylony ze smoluchą świerkową (Ischnoderma benzoinum) lub smoluchą bukową (Ischnoderma resinosum). Patrząc z góry podobna jest niszczyca płotowa (Gloeophyllum sepiarium), jednak ma hymenofor zwykle blaszkowaty, brzeg kapelusza ostry i bardziej żółty.

## Występowanie i siedlisko
Występuje tylko na półkuli północnej, głównie w Ameryce Północnej i Europie, ale także w Azji Zachodniej oraz w Japonii. W Polsce jest częstyu.
Grzyb nadrzewny typu huba. Rośnie w lasach iglastych i mieszanych, czasami również w parkach na martwym drewnie drzew iglastych, głównie na świerku, jodle i sośnie, rzadko na modrzewiu i drzewach liściastych. Obserwowany był także na uprawianych gatunkach drzew ozdobnych oraz na drewnianych płotach i belkach. Owocniki są wieloletnie i wyrastają pojedynczo lub po kilka. W Polsce gatunek częsty, szczególnie w górskich lasach.

## Znaczenie
Saprotrof powodujący zgniliznę brunatną drewna. Zabezpieczanie drewna użytkowego polega na impregnacji preparatami grzybobójczymi. Grzyb niejadalny.